# Vok II. z Kravař a Jičína
Vok (II.) z Kravař a Jičína († 1406) byl moravský šlechtic z rodu pánů z Kravař.

## Život
Když zemřel jeho otec Vok z Kravař a Jičína, byl Vok (II.) ještě neplnoletý. Správy jeho majetku se ujal strýc Lacek z Kravař a Helfštejna. 10. září 1396 byl Vok již plnoletý, protože se uvádí na listině, v nichž se zavazuje k zaplacení dluhů. Někdy poté se Vok oženil a vzal si Elišku ze Šternberka a Světlova. Ta přijala svého muže ve spolek na hrad a panství Světlov.
16. února 1402 bratři Lacek a Vok z Kravař, pánové na Jičínu a Štramberku, prodali těšínskému knížeti Přemyslovi 6 vesnic ve snaze opatřit si hotové peníze. V roce 1405 byl Vok žalován u zemského soudu, ovšem spor nebyl projednáván. 
Vok zemřel v druhé polovině roku 1406. Zanechal jediného syna Jana.